# (10090) Sikorsky
(10090) Sikorsky es un asteroide perteneciente al cinturón de asteroides descubierto por Galina Richardovna Kastel y Liudmila Gueorguievna Karachkina el 13 de octubre de 1990 desde el Observatorio Astrofísico de Crimea, en Naúchni.

## Designación y nombre
Sikorsky se designó al principio como 1990 TK15.
Más adelante, en 2000, fue nombrado en honor del ingeniero ruso Ígor Sikorski (1889-1972).

## Características orbitales
Sikorsky está situado a una distancia media del Sol de 2,369 ua, pudiendo alejarse hasta 2,673 ua y acercarse hasta 2,064 ua. Su inclinación orbital es 6,307 grados y la excentricidad 0,1285. Emplea en completar una órbita alrededor del Sol 1332 días. El movimiento de Sikorsky sobre el fondo estelar es de 0,2703 grados por día.

## Características físicas
La magnitud absoluta de Sikorsky es 13,4.